# 태즈메이니아피그미주머니쥐
태즈메이니아피그미주머니쥐(Cercartetus lepidus)는 꼬마주머니쥐과에 속하는 유대류의 일종이다. 세계에서 가장 작은 주머니쥐이다. 1888년 토마스(Oldfield Thomas)가 동부피그미주머니쥐 명칭이 붙은 박물관 표본을 동정(同定)한 후에 처음 기술했다.